# Ernst Kuzorra
Ernst Kuzorra (ur. 16 października 1905 w Gelsenkirchen, zm. 1 stycznia 1990 tamże) – niemiecki piłkarz, występujący na pozycji napastnika, reprezentant kraju, uczestnik Igrzysk Olimpijskich w Amsterdamie w 1928 r. Legenda zespołu FC Schalke 04, z którym sięgnął po sześć mistrzostw kraju i jeden puchar. Szwagier napastnika FC Schalke 04 Fritza Szepana. Przez krótki okres także trener.